# Матијас Весино
Матијас Весино Фалеро (шп. Matías Vecino Falero; Канелонес, 24. август 1991) професионални је уругвајски фудбалер који игра у средини терена на позицији централног везног играча.
Тренутно игра за екипу Лација и за репрезентацију Уругваја.

## Клупска каријера
Весино је професионалну фудбалску каријеру започео 2010. као фудбалер екипе Сентрал Еспањол из Монтевидеа, одакле је годину дана касније прешао у редове Насионала, једног од најуспешнијих фудбалских клубова у Уругвају. Већ током прве сезоне у Насионалу са клубом осваја титулу националног првака. 
У јануару 2013. одлази у Италију и потписује четворогодишњи уговор са екипом Фјорентине у вредности од око 2,3 милиона евра. За нови тим дебитује 26. септембра у утакмици Серије А против Интера. У првом делу сезоне 2013/14. одиграо је свега 6 првенствених утакмица и како није успео да се избори за место у тиму, у јануару 2014. прослеђен је на позајмицу у екипу Каљарија, где је играо до краја те сезоне. И целу наредну сезону 2015/16. Весино је провео играјући као позајмљени играч за екипу Емполија. Одличне игре у Емполију током те сезоне донеле су му нови петогодишњи уговор са екипом Фјорентине у којој је имао улогу стандардног првотимца током наредне сезоне. 
У августу 2017. Весино за суму од 24 милиона евра прелази у редове Интера из Милана, са којим потписује четворогодишњи уговор. Прву утакмицу у дресу Интера одиграо је већ 20. августа, у првом колу нове сезоне Серије А, управо против Фјорентине, а шест дана касније постиже и свој први погодак у гостујућој победи над Ромом од 3:1. 

## Репрезентативна каријера
Весино је играо за младу репрезентацију Уругваја током 2011. наступивши на јужноамеричком и светском првенству.
За сениорску репрезентацију Уругваја дебитовао је 25. марта 2016. против Бразила у квалификационој утакмици за СП 2018. године. Два месеца касније играо је и на турниру Копа Америке у Сједињеним Државама. 
Селектор Оскар Табарез уврстио га је на списак од 23 репрезентативца за Светско првенство 2018. у Русији где је дебитовао већ у првој утакмици против селекције Египта. 

## Успеси и признања

### Насионал
- Првенство Уругваја (1) : 2011/12.

### Интер
- Серија А (1) : 2020/21.
- Куп Италије (1) : 2021/22.
- Суперкуп Италије (1) : 2021.